# 小坡
小坡是新加坡的一個地名，泛指的是新加坡河以北的市区。包括武吉士等地方。中國作家老舍的小說《小坡的生日》，便用這個名字作為這個以新加坡為背景的故事主角的名字。